# 戸賀村
戸賀村（とがむら）は秋田県南秋田郡にあった村。現在の男鹿市西端、戸賀各町にあたる。

## 地理
- 海：日本海、戸賀湾
- 島：黒島、夷島、カモメ島、鎧島、宮島、さば島、根太島、ながとこ
- 山：毛無山、本山
- 湖沼：二ノ目潟、三ノ目潟

## 歴史
- 1889年（明治22年）4月1日 - 町村制の施行により、戸賀村、浜塩谷村、塩浜村、加茂青砂村の区域をもって発足。
- 1954年（昭和29年）3月31日 - 船川港町・脇本村・男鹿中村・五里合村と合併して男鹿市が発足。同日戸賀村廃止。

## 交通

### 港湾
- 戸賀港

## 著名出身者
- 大浪妙博 (力士)